# Nkuv
Nkuv est un village du Cameroun situé dans la région du Nord-Ouest et le département du Bui. Il fait partie de la commune de Kumbo.

## Description
Nkuv est un village agricole du peuple Nso, à environ 20 km de la ville de Kumbo, dans la région du Nord-Ouest du Cameroun. Il a une population d'environ 1500 habitants. Cependant, de nombreux agriculteurs saisonniers qui résident dans les localités de Dzeng, Bamdzeng, Mbiame, Kingomen, Mbuluf, Shisong et Kumbo y possèdent et exploitent des fermes agricoles. C'est également le cas du conseil communal de Kumbo qui a un projet agricole à nkuv intitulé "Nkuv Palm Plantation" notamment valorisé dans le cadre des stages de vacances.

## Services sociaux
Les véhicules font rarement la route qui lie Kumbo à Nkuv en raison du mauvais état de la route. En 2009, l'Université de Kentucky a adopté un projet visant à améliorer l'état de la route. 
Le village dispose d'une école primaire et les élèves en classes secondaires poursuivent la scolarité au lycée de Kumbo. Ils se rendent alors à Kumbo au cours de la semaine et se rendre à Nkuv le week-end pour aider la famille dans les travaux agricoles. Une fois par semaine, une voiture parcourt cette route montagneuse pour prendre les enfants qui vont à l'école secondaire. Plusieurs infirmières et médecins vont se rendent aussi à Nkuv une fois par mois pour fournir des soins de santé de base aux populations vulnérables et incapables de déplacer.
Les populations de Nkuv ont des difficultés d'accès à l'eau potable avec des maladies d'origine hydrique qui affectent telles que le paludisme, filaria, la dysenterie qui affectent la population. La communauté disposait d'un petit centre de santé, souvent surchargé de patients. À cause de l'absence de financement et du matériel de base, le centre de santé a été fermé. Actuellement, les malades de Nkuv se rendent sur les montagnes à l'hôpital en ville situé à environ deux heures du village.

## Agriculture
L'agriculture de Nkuv est une agriculture de subsistance principalement. Les agriculteurs y cultivant le maïs, le haricot, le manioc, les bananes, les plantains, les ignames, le soja, l'arachide, etc. Comme les villages environnants, Nkuv a deux saisons climatiques: la saison sèche et la saison des pluies. La saison des pluies commence habituellement au mois de mars quand les premières pluies annoncent le début de la mise en place des plantations. 